# Eucalanus crassus
Eucalanus crassus är en kräftdjursart som beskrevs av Giesbrecht 1888. Eucalanus crassus ingår i släktet Eucalanus och familjen Eucalanidae. Inga underarter finns listade i Catalogue of Life.